# Comptosia thyris
Comptosia thyris är en tvåvingeart som beskrevs av Yeates 1991. Comptosia thyris ingår i släktet Comptosia och familjen svävflugor. Inga underarter finns listade i Catalogue of Life.